# 阜阳师范大学校友列表
本列表收录在阜阳师范大学学习过的知名人物。列表将人物粗分为数大类，并遵循各类人物不重叠的原则进行编辑。

## 政界
- 邓丽：曾任全国妇联副主席。（81届物理系）
- 吴信宝：现任上海市政协副主席。（86届物理系）
- 战秋萍：曾任安徽省政协副主席。（61届中文系）
- 张祥安：现任现任安徽省政协副主席、安庆市委书记。（85届中文系）
- 李晓超：曾任国家统计局副局长。（84届数学系）
- 张立驰：现任中央党校（国家行政学院）全国党校教师进修学院院长。（99届中文系）
- 张贺福：现任中央党史和文献研究院第一研究部副主任、一级巡视员（87届外语系）
- 郑学方：现任中国驻马来西亚大使馆公使。（92届外语系）
- 何长江：曾任国家机关事务管理局人事司司长。（89届中文系）
- 陈本宇：现任最高人民法院政治部副主任。（95届政教系）
- 葛健：曾任安徽省高级人民法院巡视员。（81届数学系）
- 程永涛：现任北京市国防动员办公室副主任、一级巡视员。（89届中文系）
- 管应时：现任山西省高级人民法院党组副书记、副院长（正厅长级）。（89届外语系）
- 刘光辉：现任成都市委常委、市纪委书记。（90届政教系）
- 崔建军：现任广东省委社会工作部部长。（91届政教系）
- 刘奇：曾任安徽省人民政府副秘书长、省扶贫办主任。（82届中文系）
- 徐礼国：现任安徽省退役军人事务厅厅长。（91届中文系）
- 郭德成：曾任安徽省地方志办公室主任。（83届中文系）
- 余三元：现任安徽省社会科学院院长。（92届中文系）
- 陈儒江：现任安徽省淮南市人大常委会主任。（87届政教系）
- 亓龙：曾任安徽省阜阳市人大常委会主任。（82届中文系）
- 刘玉建：曾任安徽省阜阳市一级巡视员。（历史学专业函授学习）
- 张俊民：曾任安徽省亳州市一级巡视员。（84届中文系）
- 赵家宝：现任国家机关事务管理局财务管理司副司长。（01届政教系）
- 刘军：现任中国驻埃尔比勒总领事。（91届外语系）
- 席建林：现任上海市第三中级人民法院院长。（86届政教系）
- 王旭东：曾任广州市贸促会主任。（85届数学系）
- 杨飞：现任广州市委常委、市纪委书记。（88届中文系）
- 程连政：现任安徽省人力资源和社会保障厅副厅长。（91届政教系）
- 从永刚：现任安徽省淮南市政协副主席。（90届物理系）
- 马天奇：现任安徽省马鞍山市委常委、组织部部长。（95届中文系）
- 白晓云：现任安徽省阜阳市委常委、宣传部长。（93届物理系）
- 蒋中福：曾任安徽省阜阳市政协副主席。（78届美术系）
- 刘辉：曾任安徽省亳州市委常委、常务副市长。（89届中文系）
- 王素英：曾任安徽省亳州市政协副主席。（77届数学系）
- 刘其鹿：曾任安徽省铜陵市委党校常务副校长（副厅级）。（82届中文系）
- 葛键：曾任安徽省巢湖市中级人民法院院长。（81届数学系）

## 学界
- 方维海：曾任北京师范大学化学学院院长。中国科学院院士。（81届化学系）
- 常凯：现任中国科学院半导体研究所研究员。国家杰青，中国科学院院士。（84届物理系）
- 黄保罗：现任芬兰赫尔辛基大学教授。芬兰国家科学院院士。（87届中文系）
- 张兴义：现任安徽大学计算机科学与技术学院党委书记。长江学者特聘教授，电气电子工程师学会会士。（03届数学系）
- 赵敦华：曾任北京大学哲学系主任。国务院学位委员会第六届哲学学科评议组召集人，国家级教学名师。（82届中文系）
- 王友年：现任大连理工大学物理与光电工程学院教授。长江学者特聘教授。（83届物理系）
- 程伟：现任四川大学华西医院教授。国家杰青。（01届本科）
- 吴健：现任中国电子科技集团公司第22研究所所长。百千万人才工程国家级人选，全国人大代表。（83届物理系）
- 袁乃昌：现任国防科学技术大学教授。百千万人才工程国家级人选。（86届物理系）
- 范承玉：现任中国科学院合肥物质科学研究院研究员。国家百千万人才工程人选。（86届物理系）
- 王强：上海交通大学长聘教授。万人计划。（02届政教系）
- 宣俊：现任安徽大学化学化工学院院长。青年长江学者。（09届化学系）
- 王列生：曾任中国艺术研究院公共文化政策研究中心主任。国家社科基金重大项目首席专家。（82届中文系）
- 丁士进：现任复旦大学微电子学院研究员。教育部新世纪人才。（94届化学系）
- 汪正龙：现任南京大学文学院教授。教育部新世纪人才。（87届中文系）
- 顾平：现任华东师范大学美术学院教授。教育部新世纪人才。（91届美术系）
- 杨乘虎：现任中国传媒大学传媒艺术与文化研究中心执行主任。教育部新世纪人才。（96届中文系）
- 邢红兵：现任北京语言大学汉语进修学院院长。教育部新世纪人才。（89届中文系）
- 商永嘉：现任安徽师范大学功能分子固体教育部重点实验室主任。教育部新世纪人才。（92届化学系）
- 郭克俭：曾任浙江师范大学音乐学院院长。教育部新世纪人才。（87级音乐系）
- 许启发：现任合肥工业大学管理学院教授。全国百篇优秀博士学位论文获得者。（97届数学系）
- 罗抒冬：现任美国东南大学音乐系教授。（89届音乐系）
- 吴增定：现任北京大学哲学系教授。（93届中文系）
- 孙时进：现任复旦大学心理学系主任。中国心理学会监事长。（82届物理系）
- 钱振民：现任复旦大学古籍所研究员。（82届中文系）
- 卢英顺：现任复旦大学中文系教授。（86届中文系）
- 李建强：曾任上海交通大学党委常委，党委办公室主任。中国电影评论学会副会长。（77届中文系）
- 曹心德：现任上海交通大学环境科学与工程学院党委书记。享受国务院特殊津贴专家。（88届化学系）
- 郑茂俊：现任上海交通大学物理系教授。（86届物理系）
- 张兴宏：现任浙江大学高分子科学与工程学系副系主任。浙江省“万人计划”科技创新领军人才。（96届化学系）
- 戴雪红：现任南京大学马克思主义学院教授。（90届政教系）
- 储诚志：现任加州大学戴维斯分校教授，中文部主任。（86届中文系）
- 汪世龙：曾任同济大学生命科学与技术学院副院长。上海市政协委员。（88届化学系）
- 蒋晓伟：现任同济大学法学院教授。（82届中文系）
- 陈猛：现任厦门大学环境与生态学院测试中心主任。（94届化学系）
- 刘少斌：现任南京航空航天大学电子信息工程学院副院长。（86届物理系）
- 张弓：现任南京航空航天大学教授。（84届物理系）
- 王士维：现任中国科学院上海硅酸盐研究所研究员。享受国务院特殊津贴专家。（87届化学系）
- 昝廷全：现任中国传媒大学经济与管理学院教授。（82届物理系）
- 孙小力：现任上海大学中文系教授。（83届中文系）
- 杨先顺：曾任暨南大学新闻与传播学院党委书记。（85届中文系）
- 徐国荣：现任暨南大学中文系教授。（86届中文系）
- 石经海：现任西南政法大学教授。国家社科基金重大项目首席专家。（94届政教系）
- 朱安博：现任北京信息科技大学外国语学院院长。（94届外语系）
- 林精华：现任首都师范大学文学院教授、比较文学系主任。（88届中文系）
- 殷树林：现任黑龙江大学汉语研究中心主任。（00届中文系）
- 陈家喜：现任深圳改革开放干部学院院长。国家社科基金重大项目首席专家。（01届外语系）
- 李健：现任深圳大学文学院教授，文艺学学科带头人。（82届中文系）
- 田玉鹏：现任安徽大学化学化工学院教授，安徽省功能无机材料化学省级重点实验室主任。（81届化学系）
- 陈正荣：现任南京传媒学院新闻传播学院院长。（84届中文系）
- 高思杰：现任阜阳师范大学马克思主义学院党委书记。中共十九大代表。（97届中文系）

## 教育界
- 彭龙：曾任北京外国语大学校长。（83届数学系）
- 金永兵：现任西藏大学校长。（94届中文系）
- 吴照明：现任铜陵学院党委书记。（89届中文系）
- 王先柱：现任池州学院院长。（02届英语系）
- 闵杰：现任宿州学院院长。（01届数学系）
- 胡恩彪：现任亳州学院党委书记。（86届物理系）
- 孙大军：现任淮南师范学院副院长。（中文系）
- 周明：曾任亳州学院纪委书记。（89届数学系）
- 陈小军：曾任安徽工业经济职业技术学院院长。（84届中文系）
- 邹斌：曾任阜阳职业技术学院院长。（83届物理系）

## 经济界
- 陶为群：曾任中国人民银行南京分行副行长。（81届数学系）
- 辛全龙：现任海口市农村信用合作联社理事长。（81届数学系）
- 许永军：曾任招商蛇口董事长。（84届化学系）
- 高宝霖：现任上海中昊针织品公司总裁。（90届中文系）
- 李继香：曾任安徽叉车集团党委副书记、纪委书记。（82届中文系）
- 易丰：现任徽商银行副行长。（86届中文系）
- 李松筠：现任安徽国祯集团副总裁。（87届物理系）
- 谢传福：现任J.P.Morgan Cllase首席资深分析师。（84届数学系）
- 黄刚：现任中国人寿安徽分公司纪委书记。（81届数学系）
- 刘玉斌：现任盛运环保董事长。（06届英语系）
- 谢贻富：现任科大国祯董事长。（86届外语系）
- 尹红平：现任上海华科国际资源有限公司董事长。（94届物理系）
- 刘同友：现任好孩子集团副总裁兼首席财务官。（89届数学系）
- 刘小刚：现任华润水泥山西大区总经理。（83届物理系）

## 传媒界
- 曹震：现任中央电视台少儿频道主持人。（94届音乐系）
- 陆澄：现任上海电视台节目主持人，全国广播“金话筒”奖和“十佳节目主持人”获奖者。（78届中文系）
- 李陈续：曾任安徽日报社总编辑。（84届中文系）
- 崔海教：现任中国新闻出版研究院副院长。（87届中文系）
- 查道存：现任上海剧星传媒股份有限公司董事长。（96届政教系）

## 文艺界
- 张晓凌：曾任中国国家画院副院长。（79届艺术系）
- 孙邦坤：曾任安徽演艺集团副总经理。（84届中文系）
- 沉浮：现任中国文化传媒集团中国美术院常务副院长。（86年美术系）

## 体育界
- 邱建良：中国搏击选手。（08级体育学院）

## 未分类
- 张瑜：外交部翻译。（99届外语系）